# جایزه گوردون ای. سویر
جایزه گوردون ای. سویر (انگلیسی: Gordon E. Sawyer Award) یک اسکار ویژه است که توسط آکادمی علوم و هنرهای سینما به «فردی در صنعت سینما که مشارکت فناوری اعتبار به صنعت ارمغان آورده‌است» اعطا می‌گردد. این جایزه به نام گوردون ای. سویر، مدیر صدا در استودیوی ساموئل گلدوین و سه بار برنده جایزه اسکار نامگذاری شده‌است.

## دریافت‌کنندگان جایزه گوردون ای. سویر
- ۱۹۸۱ (54th) جوزف واکر (فیلمبردار)
- ۱۹۸۲ (55th) جان او. آلبرگ
- ۱۹۸۳ (56th) Dr. John G. Frayne
- ۱۹۸۴ (57th) Linwood G. Dunn
- ۱۹۸۷ (60th) Fred Hynes
- ۱۹۸۸ (۶۱ام) Gordon Henry Cook
- ۱۹۸۹ (۶۲ام) پیر آنژنیو
- ۱۹۹۰ (۶۳ام) Stefan Kudelski
- ۱۹۹۱ (۶۴ام) ری هری‌هاوزن
- ۱۹۹۲ (۶۵ام) Erich Kästner
- ۱۹۹۳ (۶۶ام) Petro Vlahos
- ۱۹۹۵ (۶۸ام) Donald C. Rogers
- ۱۹۹۷ (70th) Don Iwerks
- ۱۹۹۹ (72nd) Dr. Roderick T. Ryan
- ۲۰۰۰ (73rd) Irwin W. Young
- ۲۰۰۱ (74th) Edmund M. Di Giulio
- ۲۰۰۳ (76th) Peter D. Parks
- ۲۰۰۴(77th) Takuo Miyagishima
- ۲۰۰۵ (۷۸ام) Gary Demos
- ۲۰۰۶ (۷۹ام) Ray Feeney
- ۲۰۰۷ (۸۰ام) David Grafton
- ۲۰۰۸ (۸۱ام) ادوین کتمول[۱]
- ۲۰۱۱ (۸۴ام) داگلاس ترامبل
- ۲۰۱۳ (۸۶ام) Peter Anderson (cinematographer)[۲]
- ۲۰۱۴ (۸۷ام) David W. Gray[۳]